# Список астероїдів (5301—5400)
| Назва                                  | Тимчасове позначення | Дата відкриття    | Місце відкриття                         | Відкривач                                              |
| -------------------------------------- | -------------------- | ----------------- | --------------------------------------- | ------------------------------------------------------ |
| 5301 Новобранець (Novobranets)         | 1974 SD3             | 20 вересня 1974   | КрАО                                    | Журавльова Людмила Василівна                           |
| 5302 Романосерра (Romanoserra)         | 1976 YF5             | 18 грудня 1976    | КрАО                                    | Черних Микола Степанович                               |
| 5303 Парійський (Parijskij)            | 1978 TT2             | 3 жовтня 1978     | КрАО                                    | Черних Микола Степанович                               |
| 5304 Баженов (Bazhenov)                | 1978 TA7             | 2 жовтня 1978     | КрАО                                    | Журавльова Людмила Василівна                           |
| (5305) 1978 VS5                        | 1978 VS5             | 7 листопада 1978  | Паломарська обсерваторія                | Е. Гелін, Ш. Дж. Бас                                   |
| 5306 Фанґфен (Fangfen)                 | 1980 BB              | 25 січня 1980     | Гарвардська обсерваторія                | Гарвардська обсерваторія                               |
| 5307 Пауль-Андре (Paul-Andre)          | 1980 YC              | 30 грудня 1980    | Станція Андерсон-Меса                   | Едвард Бовелл                                          |
| 5308 Хатчісон (Hutchison)              | 1981 DC2             | 28 лютого 1981    | Обсерваторія Сайдинг-Спрінг             | Ш. Дж. Бас                                             |
| 5309 МакФерсон (MacPherson)            | 1981 ED25            | 2 березня 1981    | Обсерваторія Сайдинг-Спрінг             | Ш. Дж. Бас                                             |
| 5310 Папайк (Papike)                   | 1981 EP26            | 2 березня 1981    | Обсерваторія Сайдинг-Спрінг             | Ш. Дж. Бас                                             |
| (5311) 1981 GD1                        | 1981 GD1             | 3 квітня 1981     | Університетська обсерваторія Маунт-Джон | Алан Ґілмор, Памела Кілмартін                          |
| 5312 Шотт (Schott)                     | 1981 VP2             | 3 листопада 1981  | Обсерваторія Карла Шварцшильда          | Ф. Бернґен                                             |
| 5313 Нуніш (Nunes)                     | 1982 SC2             | 18 вересня 1982   | Обсерваторія Ла-Сілья                   | Анрі Дебеонь                                           |
| 5314 Вількіцкія (Wilkickia)            | 1982 SG4             | 20 вересня 1982   | КрАО                                    | Черних Микола Степанович                               |
| 5315 Бальмонт (Balʹmont)               | 1982 SV5             | 16 вересня 1982   | КрАО                                    | Черних Людмила Іванівна                                |
| 5316 Філатов (Filatov)                 | 1982 UB7             | 21 жовтня 1982    | КрАО                                    | Карачкіна Людмила Георгіївна                           |
| 5317 Веролаква (Verolacqua)            | 1983 CE              | 11 лютого 1983    | Паломарська обсерваторія                | Керолін Шумейкер                                       |
| 5318 Дінценгофер (Dientzenhofer)       | 1985 HG1             | 21 квітня 1985    | Обсерваторія Клеть                      | Антонін Мркос                                          |
| 5319 Петровська (Petrovskaya)          | 1985 RK6             | 15 вересня 1985   | КрАО                                    | Черних Микола Степанович                               |
| 5320 Лізбет (Lisbeth)                  | 1985 VD              | 14 листопада 1985 | Обсерваторія Брорфельде                 | Поуль Єнсен, Карл Авґустесен, Ганс Фоґ Олсен           |
| 5321 Яґрас (Jagras)                    | 1985 VN              | 14 листопада 1985 | Обсерваторія Брорфельде                 | Поуль Єнсен, Карл Авґустесен, Ганс Фоґ Олсен           |
| (5322) 1986 QB1                        | 1986 QB1             | 26 серпня 1986    | Обсерваторія Ла-Сілья                   | Анрі Дебеонь                                           |
| 5323 Фоґ (Fogh)                        | 1986 TL4             | 13 жовтня 1986    | Обсерваторія Брорфельде                 | Поуль Єнсен                                            |
| 5324 Lyapunov                          | 1987 SL              | 22 вересня 1987   | КрАО                                    | Карачкіна Людмила Георгіївна                           |
| 5325 Сілвер (Silver)                   | 1988 JQ              | 12 травня 1988    | Паломарська обсерваторія                | Керолін Шумейкер                                       |
| (5326) 1988 RT6                        | 1988 RT6             | 8 вересня 1988    | Обсерваторія Ла-Сілья                   | Анрі Дебеонь                                           |
| (5327) 1989 EX1                        | 1989 EX1             | 5 березня 1989    | Обсерваторія Клеть                      | Зденька Ваврова                                        |
| 5328 Нісіямакойті (Nisiyamakoiti)      | 1989 UH1             | 26 жовтня 1989    | Обсерваторія Кушіро                     | Сейджі Уеда, Хіроші Канеда                             |
| 5329 Декаро (Decaro)                   | 1989 YP              | 21 грудня 1989    | Обсерваторія Сайдинг-Спрінг             | Роберт Макнот                                          |
| 5330 Сенрікю (Senrikyu)                | 1990 BQ1             | 21 січня 1990     | Обсерваторія Дінік                      | Ацуші Суґіе                                            |
| 5331 Ерімомісакі (Erimomisaki)         | 1990 BT1             | 27 січня 1990     | Обсерваторія Кітамі                     | Кін Ендате, Кадзуро Ватанабе                           |
| 5332 Davidaguilar                      | 1990 DA              | 16 лютого 1990    | Обсерваторія Дінік                      | Ацуші Суґіе                                            |
| 5333 Каная (Kanaya)                    | 1990 UH              | 18 жовтня 1990    | Сусоно                                  | Макіо Акіяма, Тошімата Фурута                          |
| 5334 Мішіма (Mishima)                  | 1991 CF              | 8 лютого 1991     | Сусоно                                  | Макіо Акіяма, Тошімата Фурута                          |
| 5335 Дамокл                            | 1991 DA              | 18 лютого 1991    | Обсерваторія Сайдинг-Спрінг             | Роберт Макнот                                          |
| (5336) 1991 JE1                        | 1991 JE1             | 7 травня 1991     | Обсерваторія Уенохара                   | Нобухіро Кавасато                                      |
| 5337 Аокі (Aoki)                       | 1991 LD              | 6 червня 1991     | Обсерваторія Кійосато                   | Сатору Отомо, Осаму Мурамацу                           |
| 5338 Мішельбланк (Michelblanc)         | 1991 RJ5             | 13 вересня 1991   | Паломарська обсерваторія                | Генрі Гольт                                            |
| (5339) 1992 CD                         | 1992 CD              | 4 лютого 1992     | Окутама                                 | Цуному Хіокі, Шудзі Хаякава                            |
| 5340 Бертон (Burton)                   | 4027 P-L             | 24 вересня 1960   | Паломарська обсерваторія                | К. Й. ван Гаутен, І. ван Гаутен-Ґроневельд, Т. Герельс |
| 5341 Пурґатгофер (Purgathofer)         | 6040 P-L             | 24 вересня 1960   | Паломарська обсерваторія                | К. Й. ван Гаутен, І. ван Гаутен-Ґроневельд, Т. Герельс |
| 5342 Ле Пооле (Le Poole)               | 3129 T-2             | 30 вересня 1973   | Паломарська обсерваторія                | К. Й. ван Гаутен, І. ван Гаутен-Ґроневельд, Т. Герельс |
| 5343 Рижов (Ryzhov)                    | 1977 SG3             | 23 вересня 1977   | КрАО                                    | Черних Микола Степанович                               |
| 5344 Рябов (Ryabov)                    | 1978 RN              | 1 вересня 1978    | КрАО                                    | Черних Микола Степанович                               |
| 5345 Бойнтон (Boynton)                 | 1981 EY8             | 1 березня 1981    | Обсерваторія Сайдинг-Спрінг             | Ш. Дж. Бас                                             |
| (5346) 1981 QE3                        | 1981 QE3             | 24 серпня 1981    | Обсерваторія Ла-Сілья                   | Анрі Дебеонь                                           |
| 5347 Орестелеска (Orestelesca)         | 1985 DX2             | 24 лютого 1985    | Паломарська обсерваторія                | Е. Гелін                                               |
| 5348 Кенногучі (Kennoguchi)            | 1988 BB              | 16 січня 1988     | YGCO (станція Тійода)                   | Такуо Кодзіма                                          |
| 5349 Paulharris                        | 1988 RA              | 7 вересня 1988    | Паломарська обсерваторія                | Е. Гелін                                               |
| 5350 Епетерсен (Epetersen)             | 1989 GL1             | 3 квітня 1989     | Обсерваторія Ла-Сілья                   | Ерік Вальтер Ельст                                     |
| 5351 Дідро (Diderot)                   | 1989 SG5             | 26 вересня 1989   | Обсерваторія Ла-Сілья                   | Ерік Вальтер Ельст                                     |
| 5352 Фудзіта (Fujita)                  | 1989 YN              | 27 грудня 1989    | Обсерваторія Яцуґатаке-Кобутізава       | Йошіо Кушіда, Осаму Мурамацу                           |
| (5353) 1989 YT                         | 1989 YT              | 20 грудня 1989    | Обсерваторія Ґекко                      | Йошіакі Ошіма                                          |
| 5354 Хісайо (Hisayo)                   | 1990 BJ2             | 30 січня 1990     | Обсерваторія Кушіро                     | Сейджі Уеда, Хіроші Канеда                             |
| 5355 Акіхіро (Akihiro)                 | 1991 CA              | 3 лютого 1991     | Обсерваторія Кушіро                     | Сейджі Уеда, Хіроші Канеда                             |
| (5356) 1991 FF1                        | 1991 FF1             | 21 березня 1991   | Обсерваторія Кітамі                     | Кін Ендате, Кадзуро Ватанабе                           |
| 5357 Секіґуті (Sekiguchi)              | 1992 EL              | 2 березня 1992    | Обсерваторія Кітамі                     | Тецуя Фудзі, Кадзуро Ватанабе                          |
| (5358) 1992 QH                         | 1992 QH              | 26 серпня 1992    | Обсерваторія Кушіро                     | Сейджі Уеда, Хіроші Канеда                             |
| 5359 Маркзахаров (Markzakharov)        | 1974 QX1             | 24 серпня 1974    | КрАО                                    | Черних Людмила Іванівна                                |
| 5360 Рождественський (Rozhdestvenskij) | 1975 VD9             | 8 листопада 1975  | КрАО                                    | Черних Микола Степанович                               |
| 5361 Гончаров (Goncharov)              | 1976 YC2             | 16 грудня 1976    | КрАО                                    | Черних Людмила Іванівна                                |
| (5362) 1978 CH                         | 1978 CH              | 2 лютого 1978     | Паломарська обсерваторія                | Джеймс Ґібсон                                          |
| 5363 Купка (Kupka)                     | 1979 UQ              | 19 жовтня 1979    | Обсерваторія Клеть                      | Антонін Мркос                                          |
| (5364) 1980 RC1                        | 1980 RC1             | 2 вересня 1980    | Обсерваторія Клеть                      | Зденька Ваврова                                        |
| 5365 Фівез (Fievez)                    | 1981 EN1             | 7 березня 1981    | Обсерваторія Ла-Сілья                   | Анрі Дебеонь, Джованні де Санктіс                      |
| 5366 Райанджонс (Rhianjones)           | 1981 EY30            | 2 березня 1981    | Обсерваторія Сайдинг-Спрінг             | Ш. Дж. Бас                                             |
| 5367 Золленберґер (Sollenberger)       | 1982 TT              | 13 жовтня 1982    | Станція Андерсон-Меса                   | Едвард Бовелл                                          |
| 5368 Вітальяно (Vitagliano)            | 1984 SW5             | 21 вересня 1984   | Обсерваторія Ла-Сілья                   | Анрі Дебеонь                                           |
| 5369 Вірджугум (Virgiugum)             | 1985 SE1             | 22 вересня 1985   | Ціммервальдська обсерваторія            | Пауль Вільд                                            |
| 5370 Taranis                           | 1986 RA              | 2 вересня 1986    | Паломарська обсерваторія                | Ален Морі                                              |
| (5371) 1987 VG1                        | 1987 VG1             | 15 листопада 1987 | Обсерваторія Кушіро                     | Сейджі Уеда, Хіроші Канеда                             |
| 5372 Біккі (Bikki)                     | 1987 WS              | 29 листопада 1987 | Обсерваторія Кітамі                     | Кін Ендате, Кадзуро Ватанабе                           |
| (5373) 1988 VV3                        | 1988 VV3             | 14 листопада 1988 | Обсерваторія Кушіро                     | Сейджі Уеда, Хіроші Канеда                             |
| 5374 Хокутосай (Hokutosei)             | 1989 AM1             | 4 січня 1989      | Обсерваторія Кітамі                     | Масаюкі Янаї, Кадзуро Ватанабе                         |
| 5375 Зідентопф (Siedentopf)            | 1989 AN6             | 11 січня 1989     | Обсерваторія Карла Шварцшильда          | Ф. Бернґен                                             |
| (5376) 1990 DD                         | 1990 DD              | 16 лютого 1990    | Обсерваторія Кушіро                     | Сейджі Уеда, Хіроші Канеда                             |
| 5377 Коморі (Komori)                   | 1991 FM              | 17 березня 1991   | Обсерваторія Кійосато                   | Сатору Отомо, Осаму Мурамацу                           |
| 5378 Елліетт (Ellyett)                 | 1991 GD              | 9 квітня 1991     | Обсерваторія Сайдинг-Спрінг             | Роберт Макнот                                          |
| 5379 Абехіросі (Abehiroshi)            | 1991 HG              | 16 квітня 1991    | Обсерваторія Кійосато                   | Сатору Отомо, Осаму Мурамацу                           |
| 5380 Спріґґ (Sprigg)                   | 1991 JT              | 7 травня 1991     | Обсерваторія Сайдинг-Спрінг             | Роберт Макнот                                          |
| 5381 Сехмет (Sekhmet)                  | 1991 JY              | 14 травня 1991    | Паломарська обсерваторія                | Керолін Шумейкер                                       |
| 5382 Маккей (McKay)                    | 1991 JR2             | 8 травня 1991     | Обсерваторія Сайдинг-Спрінг             | Роберт Макнот                                          |
| 5383 Лівітт (Leavitt)                  | 4293 T-2             | 29 вересня 1973   | Паломарська обсерваторія                | К. Й. ван Гаутен, І. ван Гаутен-Ґроневельд, Т. Герельс |
| 5384 Чанцзянцунь (Changjiangcun)       | 1957 VA              | 11 листопада 1957 | Обсерваторія Цзицзіньшань               | Ча-Хсян Чан                                            |
| 5385 Кам'янка (Kamenka)                | 1975 TS3             | 3 жовтня 1975     | КрАО                                    | Черних Людмила Іванівна                                |
| 5386 Баяя (Bajaja)                     | 1975 TH6             | 1 жовтня 1975     | Астрономічний комплекс Ель-Леонсіто     | Обсерваторія Фелікса Аґілара                           |
| 5387 Каслео (Casleo)                   | 1980 NB              | 11 липня 1980     | Астрономічна станція Серро Ель Робле    | Обсерваторія Серро-Ель-Робле                           |
| 5388 Моттола (Mottola)                 | 1981 ED1             | 5 березня 1981    | Обсерваторія Ла-Сілья                   | Анрі Дебеонь, Джованні де Санктіс                      |
| 5389 Чоїкайяу (Choikaiyau)             | 1981 UB10            | 29 жовтня 1981    | Обсерваторія Цзицзіньшань               | Обсерваторія Червона Гора                              |
| 5390 Хуейчімін (Huichiming)            | 1981 YO1             | 19 грудня 1981    | Обсерваторія Цзицзіньшань               | Обсерваторія Червона Гора                              |
| 5391 Еммонс (Emmons)                   | 1985 RE2             | 13 вересня 1985   | Паломарська обсерваторія                | Е. Гелін                                               |
| 5392 Parker                            | 1986 AK              | 12 січня 1986     | Паломарська обсерваторія                | Керолін Шумейкер                                       |
| 5393 Ґолдштайн (Goldstein)             | 1986 ET              | 5 березня 1986    | Станція Андерсон-Меса                   | Едвард Бовелл                                          |
| 5394 Юрґенс (Jurgens)                  | 1986 EZ1             | 6 березня 1986    | Станція Андерсон-Меса                   | Едвард Бовелл                                          |
| 5395 Сьосасакі (Shosasaki)             | 1988 RK11            | 14 вересня 1988   | Обсерваторія Серро Тололо               | Ш. Дж. Бас                                             |
| (5396) 1988 SH1                        | 1988 SH1             | 20 вересня 1988   | Обсерваторія Ла-Сілья                   | Анрі Дебеонь                                           |
| 5397 Воїслава (Vojislava)              | 1988 VB5             | 14 листопада 1988 | Обсерваторія Ґекко                      | Йошіакі Ошіма                                          |
| (5398) 1989 AK1                        | 1989 AK1             | 13 січня 1989     | Обсерваторія Кушіро                     | Сейджі Уеда, Хіроші Канеда                             |
| 5399 Ава (Awa)                         | 1989 BT              | 29 січня 1989     | Обсерваторія Токушіма                   | Масаюкі Івамото, Тошімата Фурута                       |
| (5400) 1989 CM                         | 1989 CM              | 4 лютого 1989     | Обсерваторія Кушіро                     | Сейджі Уеда, Хіроші Канеда                             |

| Астероїди 1—10000 → |           |           |           |           |           |           |           |           |            |
| 1—100               | 1001—1100 | 2001—2100 | 3001—3100 | 4001—4100 | 5001—5100 | 6001—6100 | 7001—7100 | 8001—8100 | 9001—9100  |
| 101—200             | 1101—1200 | 2101—2200 | 3101—3200 | 4101—4200 | 5101—5200 | 6101—6200 | 7101—7200 | 8101—8200 | 9101—9200  |
| 201—300             | 1201—1300 | 2201—2300 | 3201—3300 | 4201—4300 | 5201—5300 | 6201—6300 | 7201—7300 | 8201—8300 | 9201—9300  |
| 301—400             | 1301—1400 | 2301—2400 | 3301—3400 | 4301—4400 | 5301—5400 | 6301—6400 | 7301—7400 | 8301—8400 | 9301—9400  |
| 401—500             | 1401—1500 | 2401—2500 | 3401—3500 | 4401—4500 | 5401—5500 | 6401—6500 | 7401—7500 | 8401—8500 | 9401—9500  |
| 501—600             | 1501—1600 | 2501—2600 | 3501—3600 | 4501—4600 | 5501—5600 | 6501—6600 | 7501—7600 | 8501—8600 | 9501—9600  |
| 601—700             | 1601—1700 | 2601—2700 | 3601—3700 | 4601—4700 | 5601—5700 | 6601—6700 | 7601—7700 | 8601—8700 | 9601—9700  |
| 701—800             | 1701—1800 | 2701—2800 | 3701—3800 | 4701—4800 | 5701—5800 | 6701—6800 | 7701—7800 | 8701—8800 | 9701—9800  |
| 801—900             | 1801—1900 | 2801—2900 | 3801—3900 | 4801—4900 | 5801—5900 | 6801—6900 | 7801—7900 | 8801—8900 | 9801—9900  |
| 901—1000            | 1901—2000 | 2901—3000 | 3901—4000 | 4901—5000 | 5901—6000 | 6901—7000 | 7901—8000 | 8901—9000 | 9901—10000 |